# Ralph Graf von Oriola
Pour les articles homonymes, voir Oriola.
Ralph Georg Edgar Joachim Eddo Graf von Oriola (9 août 1895 à Hirschberg - 28 avril 1970 à Nuremberg) est un Generalleutnant allemand qui a servi au sein de la Heer dans la Wehrmacht pendant la Seconde Guerre mondiale.
Il a été récipiendaire de la Croix de chevalier de la Croix de fer. Cette décoration est attribuée pour récompenser un acte d'une extrême bravoure sur le champ de bataille ou un commandement militaire avec succès.

## Biographie
Oriola s'engage le 5 mars 1914 en tant que porte-drapeau dans le 6e régiment d'artillerie de campagne de l'armée prussienne et est promu lieutenant après le début de la Première Guerre mondiale le 2 novembre 1914, avec un brevet daté du 19 février 1913. 
Ralph Graf von Oriola est capturé par les troupes américaines en 1945 et est libéré en 1948.
Il s'est marié 2 fois, premièrement avec Elisabeth Trampe-Agner (née à Leipzig le 12 avril 1893) et en secondes noces avec Edith Gertrud Müller (née à Witten dans la Ruhr le 12 juin 1909).

## Promotions
| Grade           | Date              |
| --------------- | ----------------- |
| Fahnenjunker    | 5 mars 1914       |
| Leutnant        | 2 novembre 1914   |
| Oberleutnant    | 20th juin 1918    |
| Hauptmann       | 1er juillet 1927  |
| Oberstleutnant  | 1ser août 1937    |
| Oberst          | 1er juin 1940     |
| Generalmajor    | 1er mai 1943      |
| Generalleutnant | 1er novembre 1943 |

## Décorations
- Croix de fer (1914)
  - 2e Classe
  - 1re Classe
- Insigne des blessés (1914)
  - en Noir
- Croix d'honneur pour combattants 1914-1918
- Agrafe de la Croix de fer (1939)
  - 2e Classe
  - 1re Classe
- Médaille de service de la Wehrmacht 4e à 1re Classe
- Médaille du Front de l'Est
- Croix allemande en Or (22 novembre 1941)
- Croix de chevalier de la Croix de fer
  - Croix de chevalier le 23 décembre 1943 en tant que Generalleutnant et commandant de la 299. Infanterie-Division[1]
- Mentionné dans le bulletin radiophonique Wehrmachtbericht (28 décembre 1943)

### Note
1. ↑  Graf est un titre de noblesse, pouvant se traduire comme Comte, et non une partie d'un nom de famille.

### Citations
1. ↑  Fellgiebel 2000, p. 269.